# 밧켄주
밧켄주(러시아어: Баткенская область, 키르기스어: Баткен областы)는 키르기스스탄의 주로, 주도는 밧켄이며 인구는 428,800명(2009년 기준), 면적은 16,995km2이다. 동쪽으로는 오시주, 남쪽과 서쪽, 북쪽으로는 타지키스탄과 인접해 있으며 북동쪽으로는 우즈베키스탄과 인접해 있다.

## 관광
최근까지 이 지역은 외국인들이 관광하기에 적합하지 않은 지역으로 꼽혔는데, 그 이유는 안전 문제였다. 오쉬에서 속스 월경지(우즈베키스탄) 거쳐 밧켄으로 가는 도로를 거칠 때는 키르기스스탄과 우즈베키스탄 양측의 더블 엔트리 비자가 필요한데, 월경지 주변의 비포장 도로를 건너야 한다. 남부의 산악 지대는 괜찮은 걸로 알려져 있지만, 가파른 바위 표면을 넘어가는 부분이 매우 어렵다고 알려져 있다. 산의 정상으로는 피라미드봉(5,509m)과 스칼리스티봉(5,621m)이 있다.

## 인구
| 연도                               | 인구    | ±% p.a. |
| ---------------------------------- | ------- | ------- |
| 1970                               | 200,328 | —       |
| 1979                               | 237,469 | +1.91%  |
| 1989                               | 311,761 | +2.76%  |
| 1999                               | 382,426 | +2.06%  |
| 2009                               | 428,636 | +1.15%  |
| 2021                               | 548,247 | +2.07%  |
| Note: de jure population; Sources: |         |         |